# جکی ساندرز
جکی ساندرز (انگلیسی: Jackie Saunders؛ ۶ اکتبر ۱۸۹۲ – ۱۴ ژوئیهٔ ۱۹۵۴) بازیگر اهل ایالات متحده آمریکا بود.
از فیلم‌ها یا برنامه‌های تلویزیونی که وی در آن نقش داشته است، می‌توان به گربه وحشی اشاره کرد.